# Gliese 86
Gliese 86 è un sistema stellare che dista 35,9 anni luce dalla Terra nella costellazione dell'Eridano.
Il sistema ha 2 componenti stellari: Gliese 86 A è una nana arancione, attorno alla quale orbita un pianeta, e Gliese 86 B, una nana bianca.

## Sistema stellare

### Gliese 86 A
La componente primaria è una nana arancione di tipo spettrale K1V. Paragonata al nostro Sole la stella ha l'87% della sua massa, l'86% del raggio e il 44% della luminosità. In un'orbita molto vicina alla stella esiste un gigante gassoso denominato Gliese 86 Ab; si tratta di un gioviano caldo (Gliese 86 Ab) di massa 4,3 volte quella di Giove. La zona abitabile della stella è situata ad una distanza compresa tra 0,6 e 1,2 UA, ben oltre a quella in cui si trova il pianeta scoperto.
Prospetto del sistema
| Pianeta | Tipo            | Massa    | Periodo orb.  | Sem. maggiore | Eccentricità | Scoperta |
| ------- | --------------- | -------- | ------------- | ------------- | ------------ | -------- |
| Ab      | Gigante gassoso | ≥4,27 MJ | 15,766 giorni | 0,1177 UA     | 0,048        | 2000     |

### Gliese 86 B
La componente B è una nana bianca che si trova a circa 24 UA dalla primaria, questa piccola distanza ne fa una delle più strette binarie conosciute che ospita un pianeta extrasolare. 
La stella è stata scoperta nel 2001 e inizialmente si è ipotizzato fosse una nana bruna, tuttavia osservazioni successive nel 2005 suggeriscono che sia invece una nana bianca, dato che il suo spettro non mostra linee di assorbimento molecolare, caratteristica tipica delle nane brune. 

La massa della nana bianca è poco più della metà di quella del Sole e l'andamento osservato nelle misurazioni della velocità radiale della componente primaria mostra un semiasse maggiore di 23,7 UA e un'eccentricità di 0,429.